# Robotron
VEB Kombinat Robotron — компанія в НДР, один з найбільших виробників електронного обладнання в НДРта РЕВ. Штаб-квартира знаходилась в Дрездені.
Комбінат випускав персональні комп'ютери, мінікомп'ютери СМ ЕОМ, мейнфрейми ЄС ЕОМ (ЕС-1040, ЕС-1050, ЕС-1055) та периферійні пристрої.